# Firuzbahram
Firuzbahram (pers. فيروزبهرام) – miejscowość w północnym Iranie, w ostanie Teheran. W 2006 roku miejscowość liczyła 1841 mieszkańców w 487 rodzinach.